# Заповідний ліс
Заповідний ліс — заповідне урочище місцевого значення.
Розташоване в південно-східній частині Добропільського району Донецької області, біля села Заповідне. Відноситься до Красноармійського держлісгоспу.
Площа — 39 га. Статус заповідного урочища надано рішенням обласної ради від 25 березня 1995 року.
Створене з метою збереження умов зростання 4 видів рослин, занесених до Червоної книги України,— ковила дніпровська, орнітогалум Буше (рястка Буше), сон лучний (сон чорніючий), тюльпан дібровний.
На узліссі є озеро, яке живиться підземними водами і джерелами на поверхні.

### Флора
Флористичний спектр налічує понад 300 видів. Серед них чотири види Червоної книги України: ковила дніпровська, рястка Буша, тюльпан дібровний, сон чорніючий. Шість видів підлягають охороні на обласному рівні: конвалія звичайна, анемоноїдес жовтецевий, аурум видовжений, мигдаль низький, проліска сибірська, ряст щільний.
Урочище являє собою типову липово-кленову байрачну діброву, рідкісну для південного сходу України. Одноярусний деревостан утворює дуб звичайний, ясен звичайний, липа звичайна, клен польовий, в'яз голий. Добре виражений підлісок утворюють клен татарський, бруслина бородавчаста, свидина криваво-червона, глід кривочашечковий, жостір проносний. У травостої можна виділити такі асоціації: аурума видовженого, зірочника лісового з часткою тонконога дібровного, перлівки рябої, гравілату міського, конвалії звичайної з участю медуниці темної, купини багатоквіткової. Рано навесні з'являються численні анемоноїдес жовтецевий, проліска сибірська, ряст щільний і серед них - особини тюльпана дібровного та рястки Буша.
На узліссях рослинність різко змінюється перофітним різнотравно-типчаково-ковиловим степом на піщаниках, утвореним ковилою дніпровською, кострицею валіською, келерією пісковою, полином Маршалла, еоном чорніючим, цмином пісковим, перстачем пісковим та перстачем Шура.

## Галерея

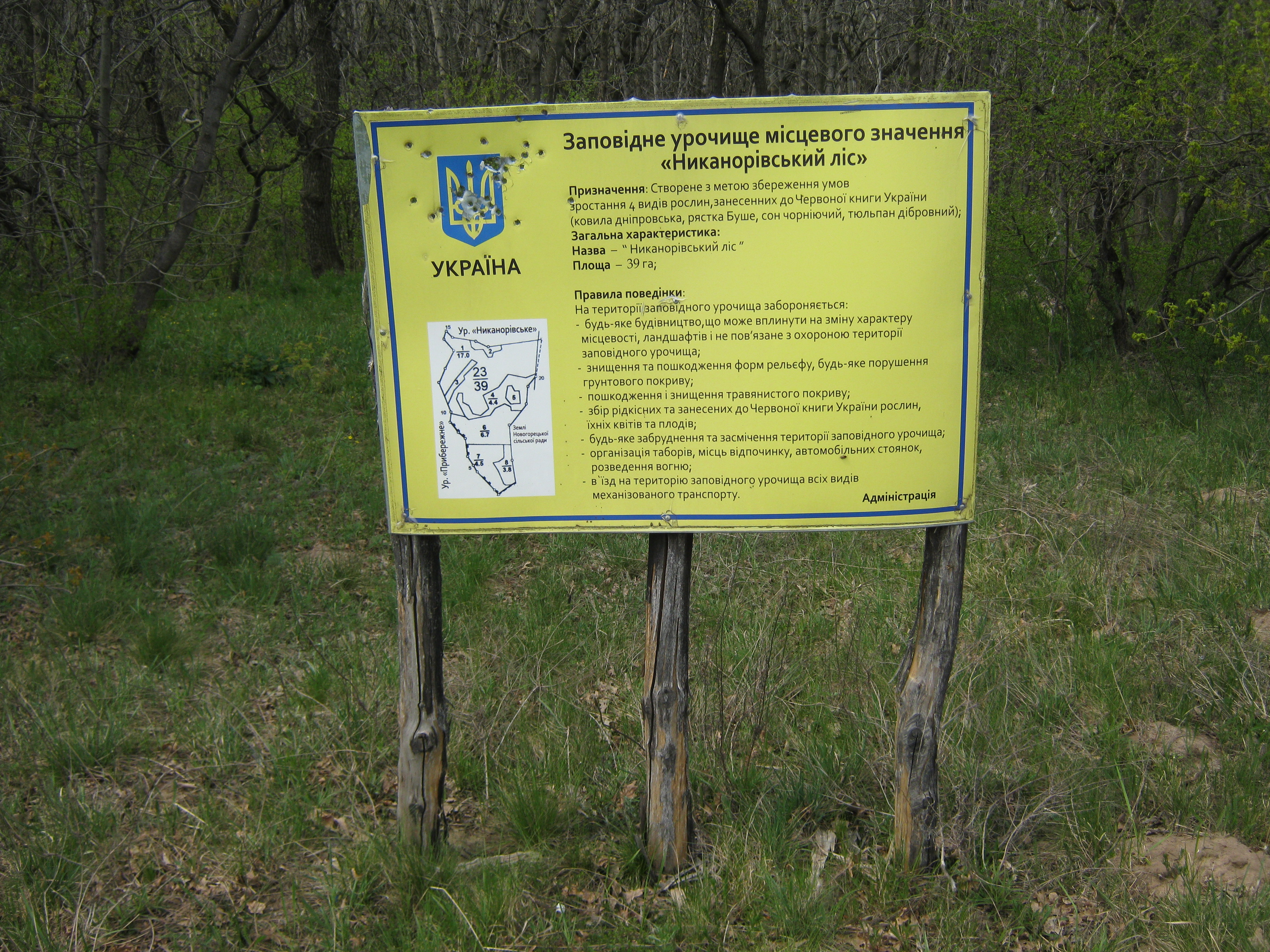
Наруга, вчинена в урочищі над державним гербом України
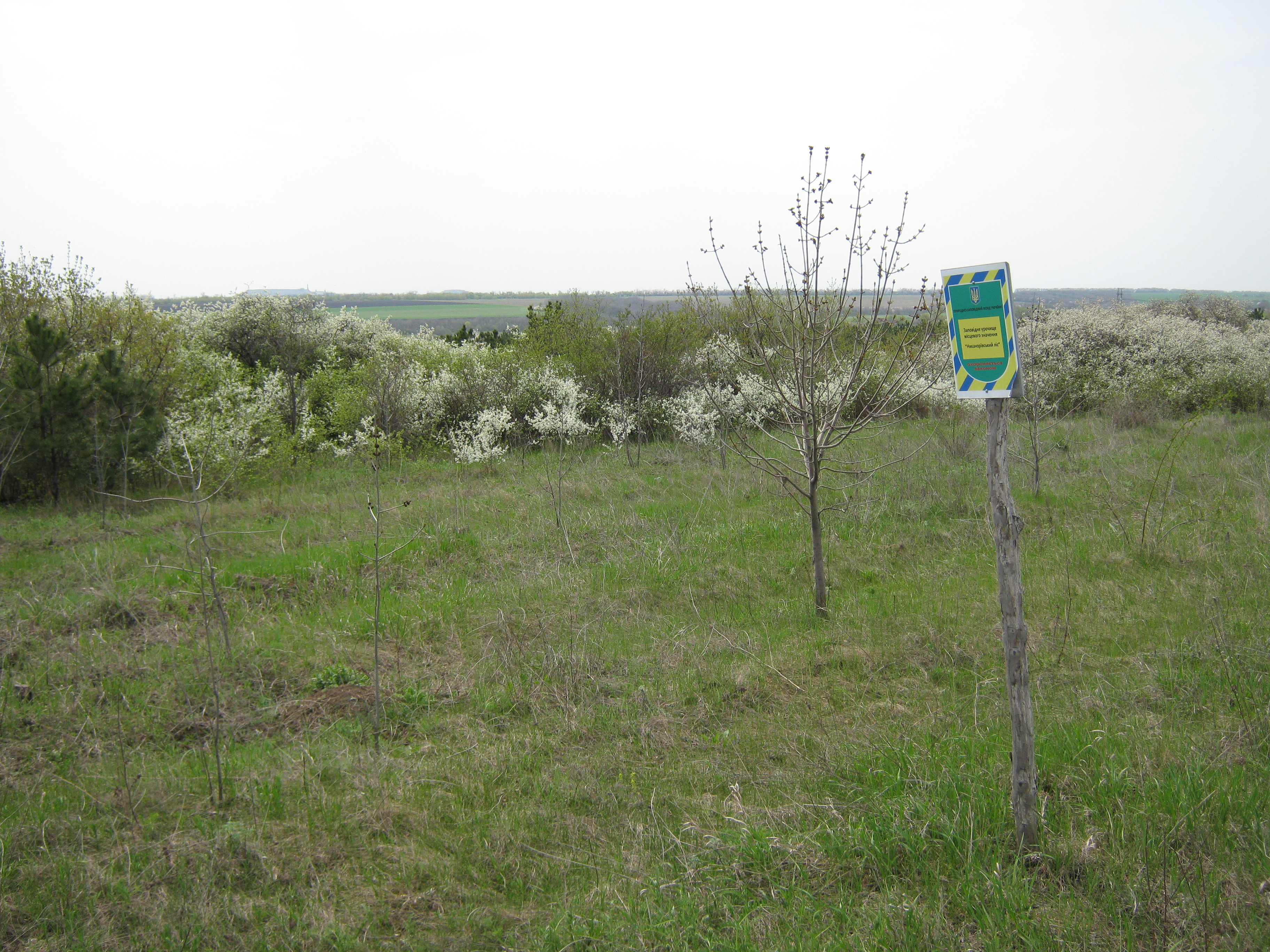
Біля урочища